# Хмари над Борськом
«Хмари над Борськом» — радянський художній фільм на антирелігійну тему режисера Василя Ординського, знятий в 1960 році. Він став одним з інструментів хрущовської антирелігійної кампанії.

## Сюжет
Борськ — провінційне селище міського типу. Сюди після блискучого закінчення педагогічного інституту прибуває за розподілом вчителька фізики — Кіра Сергіївна: дівчина приблизно 22-23 років з міськими манерами і сучасними поглядами на життя. У дев'ятому класі, керівництво яким відразу доручає їй директор школи, вчаться «діти війни» — вже самостійні, але ще духовно не дозрілі дівчата і юнаки, які стихійно шукають способи для особистого самоствердження і спілкування поза школою. Оля Рижкова, головна героїня фільму, виховується овдовілим батьком: відповідальним чоловіком, але через вдівство він «живе на роботі» і тому далекий від турбот дочки, яка дорослішає, начальником місцевого ліспромгоспу. Щоб втекти від домашнього самотності і частково самоствердитися (над нею знущаються в класі), член ВЛКСМ Оля займається громадською діяльністю — вона вожата піонерів, легко знаходить спільну мову з підлітками, через що їй доручають підготовку театралізованого «антирелігійного вечора». Але трагедія Ольги в тому, що зовнішнє, офіційно-формальне спілкування її не задовольняє: вона шукає у оточуючих співчуття і особистого, обумовленого внутрішніми мотивами спілкування без примусу, в якому вона могла б самоствердитися по-справжньому. Нове обличчя селища і школи — Кіра Сергіївна спочатку стає для Олі Рижкової не так вчителькою, скільки подругою: через що Кіра Сергіївна незабаром опиняється в двозначному для своєї шкільно-чиновної репутації положенні. Кіра Сергіївна тому віддаляє від себе Олю, залишивши з нею тільки ділові стосунки. Розчарована Оля гостро переживає розрив її дружби з вчителькою, яка здавалася їй цілком можливою, відмовляється від школи і своїх шкільних справ. Зневірившись знайти співчуття у «дорослих», вона навіть пропонує себе в якості покірної дружини (зізнається в любові) своєму однокласнику Миті Саєнку — досить зарозумілому і замкнутому юнаку, причому їх розмову випадково підслуховує директор школи — Сергій Капітонович. Митя Саєнко — круглий сирота, живе у тітки, яка працює в «Держстраху», тримається осторонь від шкільних справ, не має друзів серед однокласників і відверто висміює їх спроби «антирелігійної пропаганди». Наступного дня директор школи (типовий чиновник від радянської освіти, що має про педагогіку та вікову психологію дуже туманне уявлення) на уроці російської мови і літератури засуджує Рижкова за аморальну поведінку — втрату «дівочої честі» в кращих традиціях сталінізму, попередньо заручившись підтримкою Кіри Сергіївни. Побічно дістається і Саєнку, але той виявляється підготовленим до такого роду «товариських судів» і дає відсіч, чим викликає у Олі самовіддане захоплення і повну довіру до себе. Користуючись своїм становищем, Митя починає проповідувати Ользі «слово Боже», знайомить її зі своєю тіткою: з'ясовується, що вони обидва — учасники місцевої релігійної секти п'ятидесятників, в яку вони в підсумку приводять Олю, на той час готову кинути школу і повністю віддалитися від батька. Коли ж до її батька, який ні про що не підозрює, доходять відомості зі школи про те, як різко і без видимих причин змінилася поведінка дочки, він як вміє намагається її «напоумити». Але у відповідь на повчання Оля кидає батькові на стіл свій комсомольський квиток, чим викликає у нього серцевий напад: поки він знаходиться в лікарні, в його квартирі поселяються і господарюють сектанти.
Обстановка в секті різко відрізняється від повсякденного життя селища: громадяни жваво відгукуються на біди і турботи один одного, часто збираються на спільні молитви, виступають проти «безбожників», як єдине ціле. Оля серед них швидко починає відчувати себе частиною цього цілого: в її уяві давнє бажання самоствердження зв'язується тільки з общинним життям. До того ж Митя Саєнко виявляється розважливим, зовні здається серйозніше і «доросліше», він переконаний у своїй моральній правоті, ніж інші однокласники. Наприклад, Генка Бочарников, верхом атеїстичної пропаганди для якого стає блазнівська витівка на зборах віруючих. Спостерігаючи і переживаючи зовнішню відмінність радянських і громадських форм і способів життя, Оля стихійно вирішує наскільки можливо «піти від світу» і кидає школу. Після цього кроку керівники секти вирішують, що дівчина готова для хрещення Святим Духом. Під час «радіння» Оля вигукує нечленороздільні звуки, входить в загальний екстаз на очах у Миті. Саєнко, який переконався на її прикладі у своїй здатності істинного проповідника, вирішує відкрито сповідувати і проповідувати свою віру, в той час як його тітка вирішує використовувати Олю в якості юродивої.
Тим часом вчителька Кіра Сергіївна не сидить склавши руки: вона з'ясовує те, що господар будинку, де для неї РВНО (районний відділ народної освіти) зняв кімнату, є настоятелем громади сектантів, який також багато років обманює батька Гени Бочарникова, що також входить до громади, щодо долі нібито зниклого безвісти під час війни сина, намагається впливати на Ольгу і поставити під сумнів моральні переконання Миті Саєнка, обмежити участь у подіях директора школи з його «сталінськими методами» ідейно-виховної роботи. Зібравши докази існування в Борську релігійної секти, вона публікує в газеті «Борський робітник» статтю «Увага: сектанти! Повзуть з мороку», після чого в Будинку культури влаштовується відкрита дискусія, куди запрошують самих віруючих. Сектанти зі свого боку вирішують вдатися до «святого обману» (reservatio mentalis) — відмовитися від своєї віри і громади на дискусії. Однак Дмитро Саєнко не підтримує їх і виступає в Будинку культури, вирішивши таким чином почати проповідування «безбожникам». Кіра Сергіївна, що виступила на дискусії, викриває керівників секти в лицемірстві, розповівши про справжню історію «чудесного набуття» Гени Бочарникова. Тим часом секта вирішує розіп'яти Олю, що знаходиться в молитовному будинку, заради спокути її гріха гордині. Правда, завдяки пильному Гені Бочарникову городяни встигають врятувати дівчину.

## У ролях
- Інна Гула —  Оля Рижкова
- Роман Хомятов —  Митя Саєнко, друг Олі, сектант
- Володимир Івашов —  Генка Бочарников, однокласник Олі
- Наталія Антонова —  Кіра Сергіївна, вчителька
- Віктор Рождественський —  Сергій Капітонович Боярцев, директор школи
- Петро Константинов —  батько Ольги
- Петро Любешкін —  Бочарников, батько Генки
- Валентина Бєляєва —  тітка Миті, начальство у сектантів
- Євген Тетерін —  Артемій Миколайович, сектант
- Анна Троїцька —  Меланія, сектантка
- Ігор Охлупін —  Герман, комсорг
- Геннадій Крашенинников —  Обішкін, однокласник Олі
- Інна Чурікова —  Райка, однокласниця Олі
- Петро Кононихін —  голова зборів
- Микита Михалков —  піонер, «отець Никон» в антирелігійній сценці школярів

## Знімальна група
- Режисер — Василь Ординський
- Сценаристи — Семен Лунгін, Ілля Нусінов
- Оператор — Ігор Слабневич
- Композитор — Олексій Муравльов
- Художники — Михайло Карякін, Іван Пластинкін